# 眼珠老爹
眼珠老爹（目玉親父（めだまおやじ））是日本漫畫家水木茂創作的漫画「鬼太郎」（早期標題：「墓場鬼太郎」）的主角鬼太郎的父親。

## 設定
眼珠老爹是幽靈族，因罹患著身體腐爛的重症而將自己包成如木乃伊的模樣，加上沒有金錢來扶養懷著鬼太郎的妻子，為求生存只好將身上的血拿去賣給血液銀行。後來因自身幽靈族的血液用在人類上會造成人類異樣；而引起血液銀行的注意，之後銀行派一位名叫水木的員工去調查血液來源而發現了他們夫妻倆。在他們懇求水木不要把事情洩露出去沒多久後，眼珠老爹的妻子難產死亡埋葬在墓中。隨後沒多久胎中的鬼太郎從母親的肚子破出而爬上地面，而眼珠老爹也將意識和意念寄存入到身上一顆眼珠後、讓眼珠離開腐敗身驅，變成一個外表為一顆眼珠，下變長著人體軀幹的小人，並一直以這模樣來照顧鬼太郎。
最大的興趣是在裝有熱水的碗裡泡澡，另外也常研究人類與妖怪方面的歷史，對妖怪的知識非常淵博，經常負責解說劇中登場的新妖怪角色。。動畫第六期第14話曾經恢復人形健全時期的狀態，人形的髮型和穿著和鬼太郎相仿，唯獨頭髮是銀色。

### 能力
眼珠老爹被敵方妖怪吞下時能反過來破壞對方體內器官、或對它的腦神經進行操控。身為幽靈族的族人，眼珠老爹也能操控頭髮針、靈毛棉坎肩與遙控木屐。
動畫第六期第14話曾短暫恢復成人型姿態，人型狀態可將靈力聚集在指尖發動遠程攻擊。

## 動畫版本

### ゲゲゲの鬼太郎
第一作
疼愛著獨子鬼太郎的父親，常有「不虧是我兒子」這樣誇獎鬼太郎或「不要侮辱了ゲゲゲ的名譽」、「我雖小但也是一流妖怪」等重視聲望的發言。
第二作
加強能熟知解說各種妖怪特性的場景描寫。
有喜愛俳句、浪曲的一面。
第三作
外型上將瞳孔部份放大以增加可愛的模樣。
有像成人般抽香煙的場景，並且生活興趣上增加閱讀漫畫、與子泣爺爺下棋、用望遠鏡觀察月球等更人性化的表現。
第三作與他結婚的妻子為人類而不像原作般同為幽靈族。
第四作
增加較多遇到鬼太郎遭遇重傷、或被操控不聽使喚時錯愕不知如何是好而難過流淚的場面。
並且有首次打扮女裝的造型。
第五作
有接觸更多時下流行文化產物，並擔心身材走樣等中年父親模樣的趣味性場景。趴在鬼太郎的头发里面为他出谋献策，最喜欢泡澡。十分疼爱鬼太郎。
2009年第五作最終話100集為田之中勇在鬼太郎動畫上最後的演出。
第六作
由於時代變遷，向人們說教的場面增加很多。在夢世界中曾為了救出鬼太郎而用了反枕妖的力量，年輕時的外表除了銀髮外長相與鬼太郎相似。
擁有召喚魔幻火車的能力，但是當魔幻火車一出現他的性命也會消逝。

### 墓場鬼太郎
與鬼太郎一同寄宿在人間社會中，冷視著妖怪在人類間造成的騷動，在乎的只有唯一的獨子鬼太郎與祖先毛髮編成的背心及身為幽靈族的尊嚴。

## 配音員
田之中勇（ゲゲゲの鬼太郎第一至五作、墓場鬼太郎、電影版）
野澤雅子（ゲゲゲの鬼太郎第六作）
關俊彥 （鬼太郎誕生 咯咯咯之謎）（未化成眼球前的人形）
李世揚（台）